# Hyalobathra undulinea
Hyalobathra undulinea là một loài bướm đêm trong họ Crambidae.